# 白保台一
白保 台一（しらほ たいいち、1942年8月3日 - 2013年2月18日）は、日本の政治家。衆議院議員（3期）。沖縄県議会議員（3期）。

## 経歴
沖縄県八重山郡竹富町に生まれる。
琉球政府立八重山高等学校、日本大学法学部法律学科卒業。
沖縄県議会議員（那覇市選出）を3期務め（対立候補に翁長雄志・糸数慶子らがいた）、1993年、第40回衆議院議員総選挙に公明党公認で沖縄全県区から立候補し次点落選。 1996年、第41回衆議院議員総選挙に新進党公認で沖縄1区より立候補し初当選。新進党分党後は新党平和結成や公明党再結成に参加。2000年の第42回衆議院議員総選挙では自民党の下地幹郎とコスタリカ方式を結び、下地を自民党比例にし、白保を小選挙区で公明党候補として立候補して2回目の当選。2000年8月に沖縄開発庁政務次官に就任。
2003年、第43回衆議院議員総選挙は下地が自民党を離党したため、公明党公認・自民党推薦で立候補。選挙戦では下地との小選挙区での直接対決となったが、勝利し3期目の当選となる。2005年、第44回衆議院議員総選挙で再度下地と直接対決となるが、今度は敗れ落選。
2007年4月、沖縄県選挙区での参議院補欠選挙で候補者として名前が挙がるも、公明党副幹事長として統一地方選挙に専念するため、辞退した。その後は公明党沖縄県本部顧問を務めていたが、2011年4月、沖縄県立博物館・美術館館長に就任した。
2013年2月18日、闘病中だった宜野湾市内の国立沖縄病院で肺炎併発の為死去。70歳没。

## 公約
1993年の衆院選初立候補時、当時のサッカーJリーグブームを受けて早速「沖縄にJリーグチームをつくる」との公約を掲げ、大方の冷笑を買ったものの、1999年にはサッカークラブチーム沖縄かりゆしFCが結成され、2003年にはFC琉球が発足。当初の公約は10年越しで実現された形となった。その後、白保が死去した2013年に、日本プロサッカーリーグ（Jリーグ）の理事会でJリーグへの入会が承認され、2014年からのJ3リーグ参加が決定、沖縄で初のJリーグ参入クラブが誕生した。
晩年は国連諸機関の沖縄誘致や御茶屋御殿の文化財保存などを掲げていた。